# Nannobittacus
Nannobittacus is een geslacht van schorpioenvliegachtigen (Mecoptera) uit de familie hangvliegen (Bittacidae).

## Soorten
Nannobittacus omvat de volgende soorten:
- Nannobittacus dactyliferus Byers, 1997
- Nannobittacus elegans Esben-Petersen , 1927
- Nannobittacus pollex Byers & Roggero, 1992
- Nannobittacus souzalopezi Penny & Arias, 1983
- Nannobittacus tjederi Byers, 1965